# Parapallene capra
Parapallene capra là một loài nhện biển trong họ Callipallenidae. Loài này thuộc chi Parapallene. Parapallene capra được miêu tả khoa học năm 1908 bởi Loman.